# Rhopica hirashimai
Rhopica hirashimai är en tvåvingeart som beskrevs av Goto 1985. Rhopica hirashimai ingår i släktet Rhopica och familjen puckelflugor. Inga underarter finns listade i Catalogue of Life.